# Laurens De Plus
Laurens De Plus (* 4. září 1995) je belgický profesionální silniční cyklista jezdící za UCI WorldTeam Ineos Grenadiers. Je starším bratrem bývalého profesionálního cyklisty Jaspera De Pluse.

## Hlavní výsledky
2013
Ain'Ternational–Rhône Alpes–Valromey Tour
5. místo celkově
7. místo La Philippe Gilbert Juniors
Giro della Lunigiana
8. místo celkově
2015
vítěz Ghent–Staden
Ronde de l'Isard
2. místo celkově
 vítěz bodovací soutěže
 vítěz soutěže mladých jezdců
Giro della Valle d'Aosta
2. místo celkově
 vítěz bodovací soutěže
vítěz 1. etapy
Grand Prix Priessnitz spa
4. místo celkově
4. místo Coppa dei Laghi-Trofeo Almar
5. místo Flèche Ardennaise
Tour Alsace
6. místo celkově
Tour de l'Avenir
8. místo celkově
2017
Ster ZLM Toer
3. místo celkově
10. místo Brabantský šíp
2018
Mistrovství světa
 vítěz týmové časovky
Národní šampionát
4. místo časovka
Tour of California
8. místo celkově
2019
BinckBank Tour
 celkový vítěz
Tour de France
vítěz 2. etapy (TTT)
UAE Tour
9. místo celkově
vítěz 1. etapy (TTT)
2021
10. místo GP Miguel Indurain
2023
Giro d'Italia
10. místo celkově
2024
Critérium du Dauphiné
5. místo celkově

### Výsledky na etapových závodech
| Výsledky na Grand Tours        |                   |                   |                   |      |      |      |      |      |      |
| Grand Tour                     | 2016              | 2017              | 2018              | 2019 | 2020 | 2021 | 2022 | 2023 | 2024 |
| Giro d'Italia                  | —                 | 24                | —                 | DNF  | —    | —    | —    | 10   | —    |
| Tour de France                 | —                 | —                 | —                 | 23   | —    | —    | —    | —    | 15   |
| Vuelta a España                | —                 | —                 | DNF               | —    | —    | —    | —    | DNF  | DNF  |
| Výsledky na etapových závodech |                   |                   |                   |      |      |      |      |      |      |
| Závod                          | 2016              | 2017              | 2018              | 2019 | 2020 | 2021 | 2022 | 2023 | 2024 |
| UAE Tour                       | Závod neexistoval | Závod neexistoval | Závod neexistoval | 9    | DNF  | —    | —    | —    | —    |
| Paříž–Nice                     | —                 | —                 | —                 | —    | —    | 46   | —    | —    | 13   |
| Tirreno–Adriatico              | —                 | —                 | —                 | 65   | —    | —    | —    | DNF  | —    |
| Volta a Catalunya              | 50                | 26                | —                 | —    | NS   | —    | —    | —    | 16   |
| Kolem Baskicka                 | 25                | —                 | —                 | —    | NS   | DNF  | —    | —    | —    |
| / Tour de Romandie             | —                 | —                 | —                 | —    | NS   | —    | 84   | —    | —    |
| Critérium du Dauphiné          | 31                | —                 | DNF               | —    | —    | —    | 67   | —    | 5    |
| Tour de Suisse                 | —                 | —                 | —                 | —    | NS   | —    | —    | —    | —    |
| / BinckBank Tour               | —                 | —                 | —                 | 1    | —    | —    | NS   | —    |      |

| —   | Nezúčastnil se |
| NS  | Nejelo se      |
| DNF | Nedokončil     |